# Частичная депортация кумыков
Частичная депортация кумыков — насильственное выселение кумыкского населения советскими властями из населённых пунктов Тарки, Кяхулай, Карасувотар, Казиюрт, Мутай-кутан, Оттемираул, Караман, Альбурикент на место проживания депортированных чеченцев в Байрамаул, Бамматюрт и Османюрт Хасавюртовского района, также в Казахстан и Кыргызстан, осуществлённая в марте/апреле 1944 года Дагестанской АССР под руководством Абдурахмана Даниялова.

## Предыстория депортации
23 февраля 1944 года на чеченцев-ауховцев Хасавюртовского района обрушилась трагедия. В течение нескольких часов семьи были репрессированы, погружены в товарные вагоны и отправлены в Среднюю Азию. После выселения чеченцев и ингушей часть территории Чечено-Ингушетии, Ножайюртовский, Курчалаевский, Саясановский, Веденский, Гудермесский районы были включены в состав Дагестанской АССР. На этой территории, а также на территории Ауховского района Дагестана, где жили чеченцы-ауховцы, было создано 5 районов: Андалалский, Новолакский, Ритлябский, Веденский, Шурагатский.
12 апреля 1944 года Совет народных комиссаров Дагестана и Дагестанский областной комитет ВКП(б) приняли постановление о переселении колхозов «1 мая» сел. Тарки, Кяхулай, Альбурикент, Казиюрт в чеченские колхозы Хасавюртовского района: таркинцев в Бамматюрт, кяхулайцев в
Османюрт, альбурикентцев в Байрамаул, казиюртцев в Львовские 1 и Люксембург. Председателю Верховного Совета ДАССР А.Тахтарову поручили обеспечить руководство по организованному их переселению. Совет народных комиссаров Дагестана 24 апреля 1944 года принял постановление «Об использовании земель колхозов „1 мая“ сел. Тарки, „Девятое января“ сел. Кяхулай и „Мопра“ сел. Альбурикент г. Махачкалы, переселившихся в Хасавюртовский район». Депортированные на место проживания чеченцев кумыки вернули хозяевам родные земли и дома, не тронув чужое имущество:
По возвращении чеченцев из депортации на Кавказ каждый дом его истинным хозяевам приходилось отвоевывать и силой, и натиском. Очень часто у спецпереселенцев за свое же жилище вымогали деньги. И многие платили. Были частые столкновения между молодёжью обеих сторон. К сожалению, дело доходило даже до убийств.  На фоне этого негатива хотелось бы отметить и тот факт, что кумыки и евреи встречали возвращающихся вайнахов с неподдельной радостью и хлебом-солью, устраивая ловзары (всенародные гуляния) в их честь, а в период выселения ни один кумык и еврей не присвоил чужого имущества, не занял ни одного опустевшего дома.

## Ход депортации
По инициативе А. Д. Даниялова кумыки были насильно переселены на место проживания депортированных чеченцев в Байрам-аул, Баммат-юрт и Османюрт Хасавюртовского района. В результате депортации кумыки лишились хозяйств, домов, домашнего имущества, были разрушены ценности резиденции шамхалов Тарковских, снесено большинство древних надмогильных памятников со времен Хазарского каганата, Шамхальства. Депортированные люди оказались в сложных климатических условиях, много людей погибало от эпидемических заболеваний, либо оказались в трудных материальных условиях.
Часть кумыков также депортировали в Казахстан и Кыргызстан.
Земли же самих тарковских кумыков под Махачкалой волюнтаристскими решениями властей были «подарены» Махачкалинскому горсовету и кутанным хозяйствам горцев Гунибского (960 га), Акушинского (810 га) и Лакского (250 га) районов. Общая площадь отторгнутых земель составляла 2020 га. В 1957 году, выселенные тарковские кумыки стали возвращаться на свою родину. Однако земли, «закрепленные» за ними советской властью не были возвращены прежним собственникам.

## Последствия депортации
Депортированные из Таркинского участка кумыки, вернулись в сёла Тарки, Кяхулай, Альбурикент в 1957 году, где обнаружили разрушенные дома и разобранные кладбища на стройматериалы (каменные надмогильные плиты). Изъятые сельхозугодья этих сёл не были возвращены кумыкам, а переселённые на эти земли аварцы не были возвращены в свои горные районы. Такие кумыкские сёла как Карасув-отар, Мутай-кутан, Оттемираул, Караман, откуда также было депортировано кумыкское население, так и не были восстановлены. Началось массовое переселение горских народов на кумыкскую равнину.В 1956—1975 годах, половина кумыкских селений была искусственно ликвидирована, а их население в порядке было снова депортировано в более крупные кумыкские селения. В их прежние «не рентабельные» поселения переселяли аварцев. Таким образом, кумыки были полностью выселены из своих исконных сёл: Кази-Юрт, Карасув-Отар, Качалай-кутан, Туршунай, Уцмиюрт, Хамзаюрт и десятки других сёл. Кумыки стали меньшинством в «интернационализированных» за годы советской власти сёлах: Солтан-Янги-Юрт, Муцалаул, Чонтаул, Ленингент (Атлыбоюн), Кяхулай, Шамхал (Герменчик), Стальское (Гоктюбе) и некоторых других. Оставшиеся сёла были превращенны в безземельные «гетто-анклавы». В результате образовавшейся искусственной чересполосицы были отторгнуты 50 % прежней территории проживания кумыков, затруднено общение между сёлами, резко снизился уровень жизни сельского населения, как итог начался отток населения в города в поисках работы, где интенсивно протекал процесс утраты кумыками родного языка.

### Митинги и конфликты
Благодаря совершенно не оправданной экономически переселенческой политике кумыки превратились в меньшинство на собственной этнической территории, что явилось причиной возникновения в 1988 году кумыкской политической организации «Ватан», позже объединившиеся с «Тенглик», организовавшая решительный протест народных масс против дискриминационной политики тоталитарного коммунистического режима.
Однако, политическая активизация кумыкского народа, вылившаяся в массовые пикеты, митинги, голодовки и референдум о восстановлении кумыкской государственности (1988—1992 годах), вызвали ответное ужесточение репрессий, были убиты около сотни кумыков.

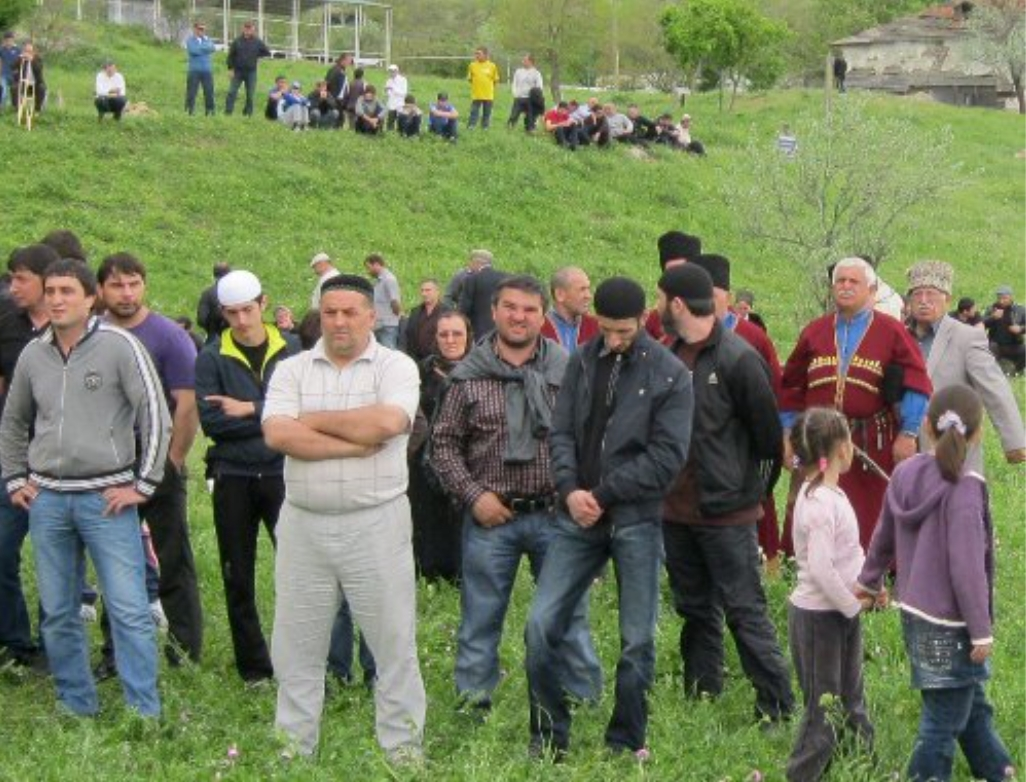
Кумыкский митинг, посвященный земельным проблемам

Продолжая волюнтаристскую этноцентрическую политику руководство Дагестана ответило на протест кумыков решением о создании на территории к северу от административной столицы РД Махачкалы мононационального Новолакского района. Территорию для нового района (8 тысяч га) изымалась у кумыкских сёл Кумторкалинского и Бабаюртовского района, но в наибольшей степени её составили «горские кутаны», организованные на территории, отнятой у депортированных кумыкских сёл Тарки, Кяхулай и Альбурикент, Шаухал-Герменчик (ныне интернациональный посёлок Шамхал).